# جایزه پوشکاش فیفا

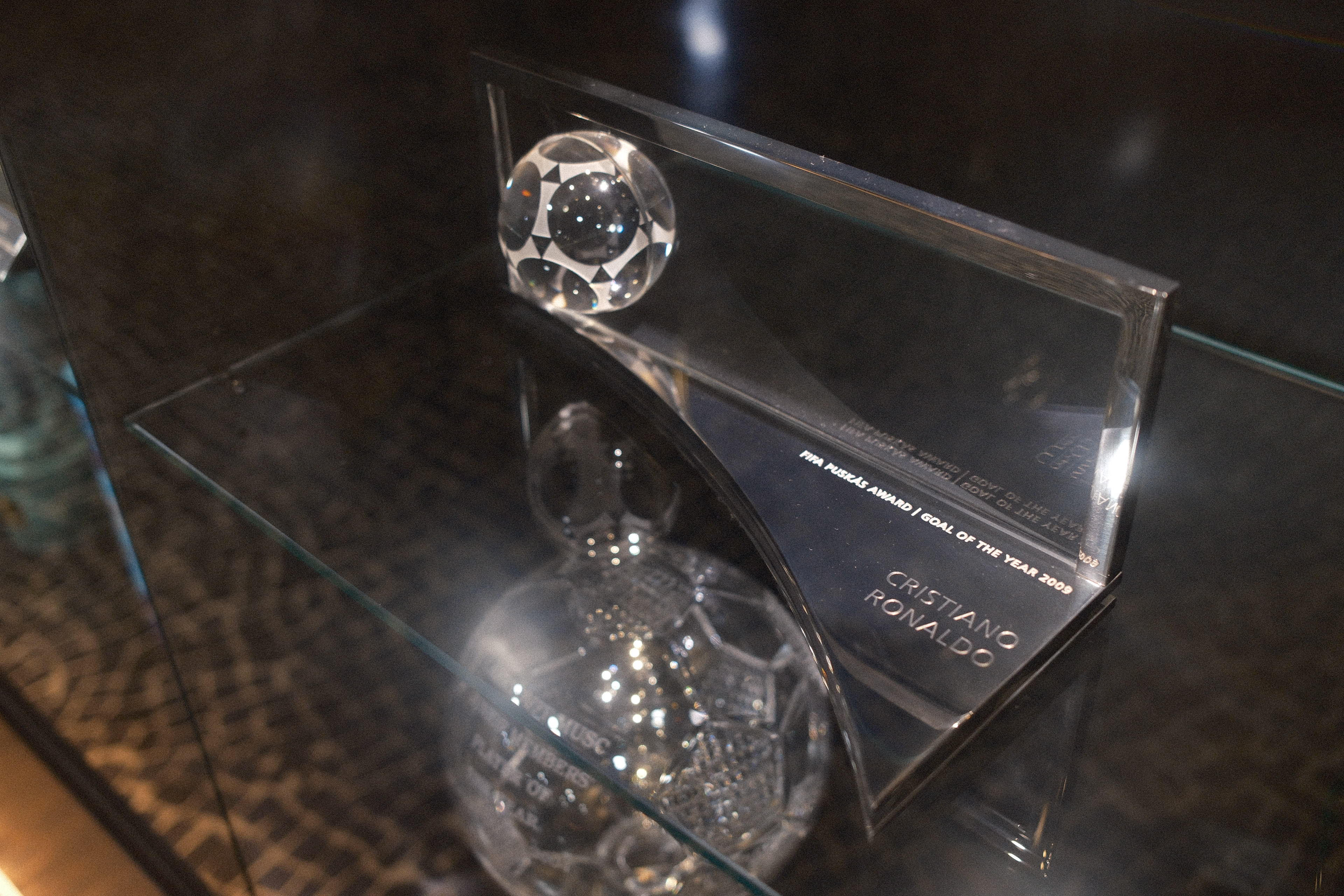
جایزه پوشکاش فیفا

جایزه پوشکاش فیفا (به انگلیسی: FIFA Puskás Award) در ۲۰ اکتبر ۲۰۰۹ توسط فیفا و به پیشنهاد سپ بلاتر، رئیس وقت این سازمان، ایجاد شد. این جایزه به بازیکنی اهدا می‌شود که زیباترین یا قابل توجه‌ترین گل سال را به ثمر رسانده باشد. جایزه پوشکاش هر ساله از طریق رأی‌گیری انتخاب و اعلام می‌شود. از سال ۲۰۲۴، فقط بازیکنان مرد واجد شرایط دریافت این جایزه هستند و جایزه جدیدی به نام جایزه مارتا فیفا برای بازیکنان زن در نظر گرفته شده است.
تا سال ۲۰۱۸، برندهٔ جایزه کاملاً بر اساس رأی هواداران در وبسایت رسمی فیفا انتخاب می‌شد. اما پس از جنجال‌های مراسم اهدای جایزه در سال ۲۰۱۸، فیفا شیوهٔ انتخاب را تغییر داد. اکنون، برنده با تصمیم کارشناسان منتخب فیفا مشخص می‌شود که از میان گلهایی که بیشترین رأی مردمی را کسب کرده‌اند، بهترین گل را انتخاب می‌کنند.

## شرایط امتیاز دهی
نیمی از امتیازها با توجه به آرای مردمی و نیم دیگر توسط هیئت کارشناسان منتخب فیفا داده می‌شود.
- رتبه اول ۱۳ امتیاز
- رتبه دوم ۱۱ امتیاز
- رتبه سوم ۹ امتیاز
- رتبه چهارم ۸ امتیاز

در نظر بگیرید یک گل با رای مردمی رتبه اول را کسب کند، اما کارشناسان فیفا به آن رتبه چهارم بدهند، مجموع امتیاز این گل ۲۱ می‌شود. (۱۳ امتیاز مردمی + ۸ امتیاز کارشناسان)
در صورت برابری امتیاز میان دو یا چند گل، گلی که آرای مردمی بیشتری دارد، جایزه را دریافت می‌کند.
امتیاز کامل برای یک گل حداکثر ۲۶ است.

## شرایط جایزه
- گل باید زیبا باشد؛ مانند ضربات از راه دور، گل حاصل حرکات تیمی، گل تکنیکی، حرکات انفرادی و…
- اهمیت بازی باید در نظر گرفته شود (بازی‌های ملی، قهرمانی کنفدراسیون‌ها، مسابقات لیگ اصلی کشورها و…)
- گل نباید حاصل شانس یا اشتباه هم‌تیمی یا سهل‌انگاری فاحش تیم مقابل باشد.
- گل باید تحت شرایط بازی جوانمردانه به ثمر رسیده باشد.[۴]
- گل نباید به اشتباه یا ناداوری به ثبت رسیده باشد.

## برندگان

### ۲۰۰۹
| رتبه  | بازیکن            | تیم                             | حریف                         | گل  | رقابت                              | درصد آرا |
| ----- | ----------------- | ------------------------------- | ---------------------------- | --- | ---------------------------------- | -------- |
| اول   | کریستیانو رونالدو | منچستر یونایتد                  | پورتو                        | 1–0 | لیگ قهرمانان اروپا ۰۹–۲۰۰۸         | 17.68%   |
| دوم   | آندرس اینیستا     | بارسلونا                        | چلسی                         | 1–1 | لیگ قهرمانان اروپا ۰۹–۲۰۰۸         | 15.64%   |
| سوم   | گرافیچی           | وولفسبورگ                       | بایرن مونیخ                  | 5–1 | 2008–09 Bundesliga                 | 13.39%   |
| چهارم | الیران عطار       | باشگاه فوتبال بنی یهودا تل آویو | باشگاه فوتبال مکابی نتانیا   | 1–1 | 2008–09 Israeli Premier League     | 13.36%   |
| پنجم  | فرناندو تورس      | باشگاه فوتبال لیورپول           | باشگاه فوتبال بلکبرن روورز   | 4–0 | لیگ برتر فوتبال انگلستان ۰۹–۲۰۰۸   | 9.44%    |
| ششم   | نیلمار            | باشگاه ورزشی اینترناسیونال      | باشگاه فوتبال کورینتیانس     | 1–0 | 2009 Campeonato Brasileiro Série A | 8.71%    |
| هفتم  | مایکل اسین        | باشگاه فوتبال چلسی              | باشگاه فوتبال بارسلونا       | 1–0 | لیگ قهرمانان اروپا ۰۹–۲۰۰۸         | 7.89%    |
| هشتم  | لوئیس آنخل لندین  | باشگاه فوتبال کروز آزول         | باشگاه فوتبال اتلتیکو مورلیا | 1–1 | Liga MX Clausura 2009              | 7.30%    |
| نهم   | امانوئل آدبایور   | باشگاه فوتبال آرسنال            | باشگاه فوتبال ویارئال        | 1–1 | لیگ قهرمانان اروپا ۰۹–۲۰۰۸         | 4.04%    |
| دهم   | کاتلگو فلا        | آفریقای جنوبی                   | اسپانیا                      | 2–2 | جام کنفدراسیون‌ها ۲۰۰۹              | 2.59%    |

### ۲۰۱۰
| رتبه     | بازیکن               | تیم                       | حریف                     | گل  | رقابت                               | درصد آرا |
| -------- | -------------------- | ------------------------- | ------------------------ | --- | ----------------------------------- | -------- |
| اول      | حمید آلتین‌توپ        | ترکیه                     | قزاقستان                 | 2–0 | مرحله مقدماتی جام ملت‌های اروپا ۲۰۱۲ | 40.55%   |
| دوم      | لینوس هالینیوس       | باشگاه فوتبال هامارابی    | Syrianska FC             | 2–0 | 2010 Superettan                     | 13.23%   |
| سوم      | جووانی فن برونکهورست | هلند                      | اروگوئه                  | 1–0 | جام جهانی فوتبال ۲۰۱۰               | 10.61%   |
| Unranked | متی باروز            | باشگاه فوتبال گلنتوران    | Portadown                | 1–0 | 2010–11 IFA Premiership             | N/A      |
| Unranked | لیونل مسی            | باشگاه فوتبال بارسلونا    | باشگاه فوتبال والنسیا    | 3–0 | لا لیگا ۱۰–۲۰۰۹                     | N/A      |
| Unranked | سمیر نصری            | باشگاه فوتبال آرسنال      | باشگاه فوتبال پورتو      | 3–0 | لیگ قهرمانان اروپا ۱۰–۲۰۰۹          | N/A      |
| Unranked | نیمار                | باشگاه فوتبال سانتوس      | باشگاه ورزشی سانتو آندره | 2–1 | 2010 Campeonato Paulista            | N/A      |
| Unranked | آرین روبن            | باشگاه فوتبال بایرن مونیخ | باشگاه فوتبال شالکه ۰۴   | 1–0 | 2009–10 DFB-Pokal                   | N/A      |
| Unranked | سیفیوه شابالالا      | آفریقای جنوبی             | مکزیک                    | 1–0 | جام جهانی فوتبال ۲۰۱۰               | N/A      |
| Unranked | کومی یوکویاما        | ژاپن                      | کرهٔ شمالی                | 2–1 | 2010 FIFA U-17 Women's World Cup    | N/A      |

### ۲۰۱۱
| رتبه     | بازیکن                                   | تیم                               | حریف                      | گل  | رقابت                                    | درصد آرا |
| -------- | ---------------------------------------- | --------------------------------- | ------------------------- | --- | ---------------------------------------- | -------- |
| اول      | نیمار                                    | باشگاه فوتبال سانتوس              | باشگاه فوتبال فلامینگو    | 4–5 | 2011 Campeonato Brasileiro Série A       | N/A      |
| دوم      | لیونل مسی                                | باشگاه فوتبال بارسلونا            | باشگاه فوتبال آرسنال      | 1–0 | لیگ قهرمانان اروپا ۱۱–۲۰۱۰               | N/A      |
| سوم      | وین رونی                                 | باشگاه فوتبال منچستر یونایتد      | باشگاه فوتبال منچستر سیتی | 2–1 | لیگ برتر فوتبال انگلستان ۱۱–۲۰۱۰         | N/A      |
| Unranked | بنجامین ده کولر                          | باشگاه فوتبال لوکرن اوست والاندرن | باشگاه فوتبال کلوب بروژ   | 1–2 | 2011–12 Belgian Pro League               | N/A      |
| Unranked | جیووانی دوس سانتوس                       | مکزیک                             | ایالات متحده آمریکا       | 4–2 | جام طلایی کونکاکاف ۲۰۱۱                  | N/A      |
| Unranked | خولیو گومز گونزالس                       | مکزیک                             | آلمان                     | 3–2 | جام جهانی فوتبال زیر ۱۷ سال ۲۰۱۱         | N/A      |
| Unranked | زلاتان ابراهیموویچ                       | باشگاه فوتبال آ.ث. میلان          | باشگاه فوتبال لچه         | 1–0 | 2010–11 Serie A                          | N/A      |
| Unranked | لیساندرو لوپز (بازیکن فوتبال، زاده ۱۹۸۹) | باشگاه فوتبال آرسنال ساراندی      | Olimpo                    | 2–2 | Argentine Primera División Apertura 2011 | N/A      |
| Unranked | هدر اورایلی                              | ایالات متحده آمریکا               | کلمبیا                    | 1–0 | جام جهانی فوتبال زنان ۲۰۱۱               | N/A      |
| Unranked | دژان استانکوویچ                          | باشگاه فوتبال اینتر میلان         | باشگاه فوتبال شالکه ۰۴    | 1–0 | لیگ قهرمانان اروپا ۱۱–۲۰۱۰               | N/A      |

### ۲۰۱۲
| رتبه         | بازیکن              | تیم             | حریف          | نتیجه | رقابت                            | درصد آرا |
| ------------ | ------------------- | --------------- | ------------- | ----- | -------------------------------- | -------- |
| اول          | میروسلاو ستاچ       | فنرباغچه        | گنچلربیرلیغی  | ۱–۰   | سوپر لیگ ترکیه ۱۲_۲۰۱۱           | ۷۸٪      |
| دوم          | رادامل فالکائو      | اتلتیکو مادرید  | آمریکا د کالی | ۱–۰   | بازی دوستانه                     | ۱۵٪      |
| سوم          | نیمار               | سانتوس          | اینترنشنال    | ۳–۱   | کوپا لیبرتادورس ۲۰۱۲             | ۷٪       |
| دیگر نامزدها | امانوئل آگیمانگ-بدو | غنا             | گینه          | ۱–۰   | جام ملت‌های آفریقا ۲۰۱۲           | N/A      |
| دیگر نامزدها | حاتم بن عرفا        | نیوکاسل         | بلکبرن روورز  | ۱–۱   | جام حذفی فوتبال انگلستان ۱۲–۲۰۱۱ | N/A      |
| دیگر نامزدها | اریک هاسلی          | ونکوور وایتکپس  | تورنتو        | ۱–۱   | مسابقات قهرمانی کانادا ۲۰۱۲      | N/A      |
| دیگر نامزدها | اولیویا خیمنز       | مکزیک           | سوییس         | ۲–۰   | جام جهانی زنان زیر ۲۰ سال ۲۰۱۲   | N/A      |
| دیگر نامزدها | گاستون مئایا        | ناسیونال پوتوسی | د استرانگست   | ۲–۲   | لیگ حرفه‌ای بولیوی ۱۲–۲۰۱۱        | N/A      |
| دیگر نامزدها | لیونل مسی           | آرژانتین        | برزیل         | ۴–۳   | بازی دوستانه                     | N/A      |
| دیگر نامزدها | موسی سو             | فنرباغچه        | گالاتاسرای    | ۱–۰   | سوپر لیگ ترکیه ۱۲_۲۰۱۱           | N/A      |

### ۲۰۱۳
| رتبه         | بازیکنان            | تیم                    | حریف                      | نتیجه | رقابت                               | درصد آرا |
| ------------ | ------------------- | ---------------------- | ------------------------- | ----- | ----------------------------------- | -------- |
| اول          | زلاتان ابراهیموویچ  | سوئد                   | انگلستان                  | 4–2   | بازی دوستانه                        | 48.7%    |
| دوم          | نمانیا ماتیچ        | بنفیکا                 | پورتو                     | 1–1   | لیگ برتر پرتغال ۲۰۱۲/۲۰۱۳           | 30.8%    |
| سوم          | نیمار               | برزیل                  | ژاپن                      | 1–0   | جام کنفدراسیونها ۲۰۱۳               | 20.5%    |
| دیگر نامزدها | پیتر آنکرسن         | باشگاه فوتبال اسبیرگ   | باشگاه ورزشی آرهوس        | 5–1   | 2013–14 Superliga                   | N/A      |
| دیگر نامزدها | لوییزا نسیب         | المپیک لیون            | Saint-Étienne             | 5–0   | 2012–13 Division 1 Féminine         | N/A      |
| دیگر نامزدها | لیزا دی وانا        | اسکای بلو اف‌سی         | بوستون بریکرز             | 5–1   | 2013 National Women's Soccer League | N/A      |
| دیگر نامزدها | آنتونیو دی ناتاله   | باشگاه فوتبال اودینزه  | باشگاه فوتبال کیه‌وو ورونا | 3–1   | 2012–13 Serie A                     | N/A      |
| دیگر نامزدها | پاناگیوتیس کونه     | باشگاه فوتبال بولونیا  | باشگاه فوتبال ناپولی      | 2–3   | 2012–13 Serie A                     | N/A      |
| دیگر نامزدها | دنیل لودونیا        | باشگاه فوتبال پاچوکا   | باشگاه فوتبال تیگرس اونال | 2–1   | Liga MX Apertura ۲۰۱۳               | N/A      |
| دیگر نامزدها | خوان مانوئل اولیورا | باشگاه فوتبال نائوچیکو | باشگاه ورزشی اسپورت رسیفی | 2–0   | 2013 Copa Sudamericana              | N/A      |

### ۲۰۱۴
| رتبه         | بازیکنان           | تیم                            | حریف                           | نتیجه | رقابت                                 | درصد آرا |
| ------------ | ------------------ | ------------------------------ | ------------------------------ | ----- | ------------------------------------- | -------- |
| اول          | خامس رودریگز       | کلمبیا                         | اروگوئه                        | 1–0   | جام جهانی فوتبال ۲۰۱۴                 | 42%      |
| دوم          | استفانی روشه       | Peamount United                | Wexford Youths                 | 2–0   | 2013–14 Irish Women's National League | 33%      |
| سوم          | روبین فن پرسی      | هلند                           | اسپانیا                        | 1–1   | جام جهانی فوتبال ۲۰۱۴                 | 11%      |
| دیگر نامزدها | تیم کیهیل          | استرالیا                       | هلند                           | 1–1   | جام جهانی فوتبال ۲۰۱۴                 | N/A      |
| دیگر نامزدها | دیگو کوستا         | باشگاه فوتبال اتلتیکو مادرید   | باشگاه فوتبال ختافه            | 5–0   | لا لیگا ۱۴–۲۰۱۳                       | N/A      |
| دیگر نامزدها | مارکو فابیان       | باشگاه فوتبال کروز آزول        | باشگاه فوتبال پوئبلا           | 1–0   | Liga MX Clausura ۲۰۱۴                 | N/A      |
| دیگر نامزدها | زلاتان ابراهیموویچ | باشگاه فوتبال پاری سن-ژرمن     | باشگاه فوتبال باستیا           | 1–0   | 2013–14 Ligue ۱                       | N/A      |
| دیگر نامزدها | پایتیم کاسمی       | باشگاه فوتبال فولام            | باشگاه فوتبال کریستال پالاس    | 1–1   | لیگ برتر فوتبال انگلستان ۱۴–۲۰۱۳      | N/A      |
| دیگر نامزدها | کامیلو سانوزو      | باشگاه فوتبال ونکوور وایتکپس   | باشگاه فوتبال پورتلند تیمبرز   | 2–2   | 2013 Major League Soccer season       | N/A      |
| دیگر نامزدها | هیساتو ساتو        | باشگاه فوتبال سانفریس هیروشیما | باشگاه فوتبال کاوازاکی فرونتال | 2–1   | 2014 J.League Division ۱              | N/A      |

### ۲۰۱۵
| رتبه         | بازیکنان                  | تیم                                     | حریف                             | نتیجه | رقابت                       | درصد آرا |
| ------------ | ------------------------- | --------------------------------------- | -------------------------------- | ----- | --------------------------- | -------- |
| اول          | وندل لیرا                 | گوییانسیا                               | اتلتیکو گویانینس                 | 1–0   | قهرمانی گویانو              | 46.7%    |
| دوم          | لیونل مسی                 | بارسلونا                                | اتلتیک بیلبائو                   | 1–0   | 2014–15 Copa del Rey        | 33.3%    |
| سوم          | الساندرو فلورنزی          | آ.اس. رم                                | بارسلونا                         | 1–1   | لیگ قهرمانان اروپا ۱۶–۲۰۱۵  | 7.1%     |
| دیگر نامزدها | دیوید بال (بازیکن فوتبال) | باشگاه فوتبال فلیتوود تاون              | باشگاه فوتبال پرستون نورث اند    | 2–2   | 2014–15 League One          | N/A      |
| دیگر نامزدها | چوری کاسترو               | باشگاه فوتبال رئال سوسیداد              | باشگاه فوتبال دپورتیوو لا کرونیا | 2–1   | لا لیگا ۱۵–۲۰۱۴             | N/A      |
| دیگر نامزدها | کارلی لوید                | تیم ملی فوتبال زنان ایالات متحده آمریکا | تیم ملی فوتبال زنان ژاپن         | 4–0   | جام جهانی فوتبال زنان ۲۰۱۵  | N/A      |
| دیگر نامزدها | فیلیپ مکسس                | باشگاه فوتبال آ.ث. میلان                | باشگاه فوتبال اینتر میلان        | 1–0   | جام بین‌المللی قهرمانان ۲۰۱۵ | N/A      |
| دیگر نامزدها | مارسل ندانگ               | باشگاه فوتبال پادربورن                  | باشگاه فوتبال بولتون واندررز     | 3–1   | بازی دوستانه                | N/A      |
| دیگر نامزدها | Esteban Ramírez           | باشگاه ورزشی هردیانو                    | باشگاه فوتبال دپورتیوو ساپریسا   | 3–1   | Liga FPD Invierno ۲۰۱۴      | N/A      |
| دیگر نامزدها | کارلوس توس                | باشگاه فوتبال یوونتوس                   | باشگاه فوتبال پارما              | 4–0   | سری آ ۱۵–۲۰۱۴               | N/A      |

### ۲۰۱۶
| رتبه         | بازیکنان         | تیم                          | حریف                      | نتیجه | رقابت                                         | درصد آرا |
| ------------ | ---------------- | ---------------------------- | ------------------------- | ----- | --------------------------------------------- | -------- |
| اول          | مهد فائز سوبری   | پنانگ                        | پاهانگ                    | 4–1   | 2016 Malaysia Super League                    | 59.46%   |
| دوم          | جانات مارلونه    | کورینتیانس                   | کوبرسال                   | 3–0   | 2016 Copa Libertadores                        | 22.86%   |
| سوم          | دانیوسکا رودریگز | ونزوئلا                      | کلمبیا                    | 1–0   | 2016 South American U-17 Women's Championship | 10.01%   |
| دیگر نامزدها | ماریو گاسپار پرز | اسپانیا                      | انگلستان                  | 1–0   | بازی دوستانه                                  | N/A      |
| دیگر نامزدها | Hlompho Kekana   | آفریقای جنوبی                | کامرون                    | 2–1   | 2017 Africa Cup of Nations qualification      | N/A      |
| دیگر نامزدها | لیونل مسی        | آرژانتین                     | ایالات متحده آمریکا       | 2–0   | کوپا آمریکای قرن                              | N/A      |
| دیگر نامزدها | نیمار            | باشگاه فوتبال بارسلونا       | باشگاه فوتبال ویارئال     | 3–0   | لا لیگا ۱۶–۲۰۱۵                               | N/A      |
| دیگر نامزدها | سائول نیگس       | باشگاه فوتبال اتلتیکو مادرید | باشگاه فوتبال بایرن مونیخ | 1–0   | لیگ قهرمانان اروپا ۱۶–۲۰۱۵                    | N/A      |
| دیگر نامزدها | هال رابسون-کانو  | ولز                          | بلژیک                     | 2–1   | جام ملت‌های اروپا ۲۰۱۶                         | N/A      |
| دیگر نامزدها | سیمون اسکراب     | Åtvidabergs FF               | Gefle IF                  | 1–0   | 2015 Allsvenskan                              | N/A      |

### ۲۰۱۷
| رتبه         | بازیکن                                | تیم                       | حریف                          | نتیجه | رقابت                                  | درصد آرا |
| ------------ | ------------------------------------- | ------------------------- | ----------------------------- | ----- | -------------------------------------- | -------- |
| اول          | اولیور ژیرو                           | آرسنال                    | کریستال پالاس                 | 2–0   | لیگ برتر فوتبال انگلستان ۱۷–۲۰۱۶       | 36.17%   |
| دوم          | Oscarine Masuluke                     | Baroka                    | باشگاه فوتبال اورلاندو پایرتس | 1–1   | 2016–17 South African Premier Division | 27.48%   |
| سوم          | دینا کاستلانوس                        | Venezuela                 | Cameroon                      | 2–1   | 2016 FIFA U-17 Women's World Cup       | 20.47%   |
| دیگر نامزدها | کوین پرینس بواتنگ                     | باشگاه فوتبال لاس پالماس  | باشگاه فوتبال ویارئال         | 1–0   | لا لیگا ۱۷–۲۰۱۶                        | N/A      |
| دیگر نامزدها | Alejandro Camargo                     | Universidad de Concepción | O'Higgins                     | 3–1   | Chilean Primera División Apertura 2016 | N/A      |
| دیگر نامزدها | موسی دمبله (بازیکن فوتبال اهل فرانسه) | باشگاه فوتبال سلتیک       | باشگاه فوتبال سنت جانستون     | 5–2   | 2016–17 Scottish Premiership           | N/A      |
| دیگر نامزدها | Avilés Hurtado                        | باشگاه فوتبال تیخوانا     | باشگاه فوتبال اطلس            | 1–1   | Liga MX Clausura ۲۰۱۷                  | N/A      |
| دیگر نامزدها | ماریو مانجوکیچ                        | باشگاه فوتبال یوونتوس     | باشگاه فوتبال رئال مادرید     | 1–1   | لیگ قهرمانان اروپا ۱۷–۲۰۱۶             | N/A      |
| دیگر نامزدها | نمانیا ماتیچ                          | باشگاه فوتبال چلسی        | باشگاه فوتبال تاتنهام هاتسپر  | 4–2   | 2016–17 FA Cup                         | N/A      |
| دیگر نامزدها | جوردی امبولا                          | Barcelona                 | Borussia Dortmund             | 4–1   | 2016–17 UEFA Youth League              | N/A      |

### ۲۰۱۸
| رتبه         | بازیکن                | تیم                 | حریف                                 | نتیجه | رقابت                            | درصد آرا |
| ------------ | --------------------- | ------------------- | ------------------------------------ | ----- | -------------------------------- | -------- |
| اول          | محمد صلاح             | لیورپول             | اورتون                               | 1–0   | لیگ برتر فوتبال انگلستان ۱۸–۲۰۱۷ | 38%      |
| دوم          | کریستیانو رونالدو     | رئال مادرید         | یوونتوس                              | 2–0   | لیگ قهرمانان اروپا ۱۸–۲۰۱۷       | 22%      |
| سوم          | ژورژین د آراسکائتا    | کروزیرو             | باشگاه فوتبال آمریکا (بلو هوریزونته) | 1–0   | 2018 Campeonato Mineiro          | 17%      |
| دیگر نامزدها | گرت بیل               | رئال مادرید         | لیورپول                              | 2–1   | لیگ قهرمانان اروپا ۱۸–۲۰۱۷       | N/A      |
| دیگر نامزدها | دنیس چریشف            | روسیه               | کرواسی                               | 1–0   | جام جهانی فوتبال ۲۰۱۸            | N/A      |
| دیگر نامزدها | لازاروس کریستودولوپوس | آ.ا. ک آتن          | المپیاکوس                            | 2–2   | 2017–18 Superleague Greece       | N/A      |
| دیگر نامزدها | رایلی مک‌گری           | نیوکاسل یونایتد جتس | ملبورن سیتی                          | 1–1   | 2017–18 A-League                 | N/A      |
| دیگر نامزدها | لیونل مسی             | آرژانتین            | نیجریه                               | 1–0   | جام جهانی فوتبال ۲۰۱۸            | N/A      |
| دیگر نامزدها | بنجامین پاوارد        | فرانسه              | آرژانتین                             | 2–2   | جام جهانی فوتبال ۲۰۱۸            | N/A      |
| دیگر نامزدها | ریکاردو کوارشما       | پرتغال              | ایران                                | 1–0   | جام جهانی فوتبال ۲۰۱۸            | N/A      |

### ۲۰۱۹
| رتبه         | بازیکنان            | تیم                          | حریف                      | نتیجه | رقابت                                      |
| ------------ | ------------------- | ---------------------------- | ------------------------- | ----- | ------------------------------------------ |
| اول          | Dániel Zsóri        | باشگاه فوتبال دبرتسنی        | باشگاه فوتبال فرنتس‌واروش  | 2–1   | 2018–19 Nemzeti Bajnokság I                |
| دوم          | لیونل مسی           | باشگاه فوتبال بارسلونا       | باشگاه فوتبال رئال بتیس   | 4–1   | لا لیگا ۱۹–۲۰۱۸                            |
| سوم          | خوان فرناندو کینترو | باشگاه فوتبال ریور پلاته     | باشگاه فوتبال راسینگ      | 1–0   | 2018–19 Argentine Primera División         |
| دیگر نامزدها | زلاتان ابراهیموویچ  | باشگاه فوتبال لس آنجلس گلکسی | باشگاه فوتبال تورنتو      | 1–3   | 2018 Major League Soccer season            |
| دیگر نامزدها | آجارا نچوت          | کامرون                       | نیوزیلند                  | 2–1   | جام جهانی فوتبال زنان ۲۰۱۹                 |
| دیگر نامزدها | فابیو کوالیارلا     | باشگاه فوتبال سمپدوریا       | باشگاه فوتبال ناپولی      | 3–0   | سری آ ۱۹–۲۰۱۸                              |
| دیگر نامزدها | ایمی رودریگز        | Utah Royals FC               | اسکای بلو اف‌سی            | 1–0   | 2019 National Women's Soccer League season |
| دیگر نامزدها | Billie Simpson      | باشگاه فوتبال کلیفتون‌ویل     | Sion Swifts Ladies        | 1–2   | 2018 Women's NIFL Premiership              |
| دیگر نامزدها | اندروس تاونزند      | باشگاه فوتبال کریستال پالاس  | باشگاه فوتبال منچستر سیتی | 2–1   | لیگ برتر فوتبال انگلستان ۱۹–۲۰۱۸           |

### ۲۰۲۰
| رتبه         | بازیکنان           | تیم                            | حریف                               | نتیجه | رقابت                                                 |
| ------------ | ------------------ | ------------------------------ | ---------------------------------- | ----- | ----------------------------------------------------- |
| اول          | سون هونگ مین       | تاتنهام                        | Burnley                            | 5–0   | لیگ برتر فوتبال انگلستان ۲۰–۲۰۱۹                      |
| دوم          | ژورژین د آراسکائتا | باشگاه فوتبال فلامینگو         | باشگاه ورزشی سئارا                 | 3–0   | 2019 Campeonato Brasileiro Série A                    |
| سوم          | لوییس سوارز        | باشگاه فوتبال بارسلونا         | باشگاه ورزشی رئال مایورکا          | 4–1   | لا لیگا ۲۰–۲۰۱۹                                       |
| دیگر نامزدها | شرلی کروز          | کاستاریکا                      | پاناما                             | 3–1   | 2020 CONCACAF Women's Olympic Qualifying Championship |
| دیگر نامزدها | پیروزی اردن        | باشگاه فوتبال دانداک           | باشگاه فوتبال شامروک روفرز         | 1–1   | 2020 League of Ireland Premier Division               |
| دیگر نامزدها | آندره-پیر ژینیاک   | باشگاه فوتبال تیگرس اونال      | باشگاه فوتبال اونیورسیداد ناسیونال | 3–0   | Liga MX Clausura ۲۰۲۰                                 |
| دیگر نامزدها | سوفی اینگل         | باشگاه فوتبال زنان چلسی        | باشگاه فوتبال زنان آرسنال          | 3–0   | 2019–20 FA WSL                                        |
| دیگر نامزدها | زلاتکو یونوزوویچ   | باشگاه فوتبال ردبول زالتسبورگ  | باشگاه فوتبال راپید وین            | 6–1   | 2019–20 Austrian Bundesliga                           |
| دیگر نامزدها | Hlompho Kekana     | باشگاه فوتبال ماملودی سانداونز | باشگاه فوتبال کیپ‌تاون سیتی         | 1–0   | 2019–20 South African Premier Division                |
| دیگر نامزدها | Leonel Quiñónez    | Macará                         | Universidad Católica               | 1–0   | 2019 Ecuadorian Serie A                               |
| دیگر نامزدها | کارولین ویر        | باشگاه فوتبال زنان منچستر سیتی | باشگاه فوتبال زنان منچستر یونایتد  | 1–0   | 2019–20 FA WSL                                        |

### ۲۰۲۱
| رتبه         | بازیکنان           | تیم                               | حریف                              | نتیجه | رقابت                                    |
| ------------ | ------------------ | --------------------------------- | --------------------------------- | ----- | ---------------------------------------- |
| اول          | اریک لاملا         | تاتنهام                           | آرسنال                            | 1–2   | لیگ برتر فوتبال انگلستان ۲۱–۲۰۲۰         |
| دوم          | مهدی طارمی         | پورتو                             | چلسی                              | 1–0   | لیگ قهرمانان اروپا ۲۱–۲۰۲۰               |
| سوم          | پاتریک شیک         | چک                                | اسکاتلند                          | 2–0   | جام ملت‌های اروپا ۲۰۲۰                    |
| دیگر نامزدها | کارولین ویر        | باشگاه فوتبال زنان منچستر سیتی    | باشگاه فوتبال زنان منچستر یونایتد | 3–0   | 2020–21 FA WSL                           |
| دیگر نامزدها | Luis Díaz          | کلمبیا                            | برزیل                             | 1–0   | کوپا آمریکا ۲۰۲۱                         |
| دیگر نامزدها | گوتیه هین          | باشگاه فوتبال اوسر                | Niort                             | 3–0   | 2020–21 Ligue ۲                          |
| دیگر نامزدها | والنتینو لاتسارو   | باشگاه فوتبال بروسیا مونشن‌گلادباخ | باشگاه فوتبال بایر لورکوزن        | 3–4   | بوندس‌لیگا ۲۱–۲۰۲۰                        |
| دیگر نامزدها | ریاض محرز          | الجزایر                           | زیمبابوه                          | 2–0   | 2021 Africa Cup of Nations qualification |
| دیگر نامزدها | Sandra Owusu-Ansah | Supreme Ladies                    | Kumasi Sports Academy Ladies      | 1–1   | 2020–21 Ghana Women's Premier League     |
| دیگر نامزدها | Vangelis Pavlidis  | باشگاه فوتبال ویلم دوم            | باشگاه فوتبال فورتونا سیتارد      | 1–0   | 2020–21 Eredivisie                       |
| دیگر نامزدها | Daniela Sánchez    | Querétaro                         | Atlético San Luis                 | 3–2   | Liga MX Femenil Guardianes ۲۰۲۱          |

### ۲۰۲۲
| رتبه          | بازیکن                     | تیم                                             | حریف                         | نتیجه | رقابت                                 | امتیاز |
| ------------- | -------------------------- | ----------------------------------------------- | ---------------------------- | ----- | ------------------------------------- | ------ |
| اول           | مارسین اولکسی              | باشگاه فوتبال وارتا پوزنان                      | Stal Rzeszów                 | 1–0   | 2022 PZU Amp Futbol Ekstraklasa       | 21     |
| دوم           | دمیتری پایت                | المپیک مارسی                                    | باشگاه فوتبال پائوک          | 2–0   | لیگ کنفرانس اروپا ۲۲–۲۰۲۱             | 20     |
| سوم           | ریچارلیسون                 | برزیل                                           | صربستان                      | 2–0   | جام جهانی فوتبال ۲۰۲۲                 | 17     |
| رتبه‌بندی نشده | ماریو بالوتلی              | باشگاه ورزشی آدانا دمیرسپور                     | باشگاه ورزشی گوزتپه          | 7–0   | 2021–22 Süper Lig                     | N/A    |
| رتبه‌بندی نشده | Francisco González Metilli | باشگاه ورزشی سنترال کوردوبا (سانتیاگو دل استرو) | باشگاه فوتبال روساریو سنترال | 1–0   | 2022 Argentine Primera División       | N/A    |
| رتبه‌بندی نشده | آماندین آنری               | باشگاه فوتبال زنان المپیک لیون                  | باشگاه فوتبال زنان بارسلونا  | 1–0   | 2021–22 UEFA Women's Champions League | N/A    |
| رتبه‌بندی نشده | تئو ارناندز                | باشگاه فوتبال آ.ث. میلان                        | باشگاه فوتبال آتالانتا       | 2–0   | سری آ ۲۲–۲۰۲۱                         | N/A    |
| رتبه‌بندی نشده | Alou Kuol                  | استرالیا                                        | عراق                         | 1–0   | مسابقات فوتبال زیر ۲۳ سال آسیا ۲۰۲۲   | N/A    |
| رتبه‌بندی نشده | کیلیان امباپه              | فرانسه                                          | آرژانتین                     | 2–2   | جام جهانی فوتبال ۲۰۲۲                 | N/A    |
| رتبه‌بندی نشده | Salma Paralluelo           | Villarreal                                      | باشگاه فوتبال زنان بارسلونا  | 1–0   | 2021–22 Liga F                        | N/A    |
| رتبه‌بندی نشده | آلسیا روسو                 | انگلستان                                        | سوئد                         | 3–0   | جام ملت‌های اروپای زنان ۲۰۲۲           | N/A    |

### ۲۰۲۳
| رتبه          | بازیکن                                       | تیم                                  | حریف                      | نتیجه | رقابت                               | امتیاز |
| ------------- | -------------------------------------------- | ------------------------------------ | ------------------------- | ----- | ----------------------------------- | ------ |
| اول           | گیلرمه مادروگا                               | Botafogo-SP                          | Novorizontino             | 1–0   | 2023 Campeonato Brasileiro Série B  | 22     |
| دوم           | نونو سانتوس                                  | باشگاه فوتبال اسپورتینگ              | باشگاه فوتبال بوآویشتا    | 1–0   | پریمیرا لیگا ۲۳–۲۰۲۲                | 18     |
| سوم           | خولیو سزار انسیسو (بازیکن فوتبال، زاده ۲۰۰۴) | باشگاه فوتبال برایتون اند هوو آلبیون | باشگاه فوتبال منچستر سیتی | 1–1   | لیگ برتر فوتبال انگلستان ۲۳–۲۰۲۲    | 17     |
| رتبه‌بندی نشده | الوارو بارئال                                | باشگاه فوتبال سینسیناتی              | Pittsburgh Riverhounds    | 2–0   | جام یو اس اوپن ۲۰۲۳                 | N/A    |
| رتبه‌بندی نشده | Linda Caicedo                                | کلمبیا                               | آلمان                     | 1–0   | جام جهانی فوتبال زنان ۲۰۲۳          | N/A    |
| رتبه‌بندی نشده | Kang Seong-jin                               | کرهٔ جنوبی                            | اردن                      | 2–0   | مسابقات فوتبال زیر ۲۰ سال آسیا ۲۰۲۳ | N/A    |
| رتبه‌بندی نشده | سامانتا کر                                   | استرالیا                             | انگلستان                  | 1–1   | جام جهانی فوتبال زنان ۲۰۲۳          | N/A    |
| رتبه‌بندی نشده | Brian Lozano                                 | باشگاه فوتبال اطلس                   | باشگاه فوتبال کلاب آمریکا | 2–2   | Liga MX Clausura 2023               | N/A    |
| رتبه‌بندی نشده | Iván Morante                                 | باشگاه ورزشی ایبیزا                  | باشگاه فوتبال بورگوس      | 1–0   | 2022–23 Segunda División            | N/A    |
| رتبه‌بندی نشده | Askhat Tagybergen                            | قزاقستان                             | دانمارک                   | 2–2   | مرحله مقدماتی جام ملت‌های اروپا ۲۰۲۴ | N/A    |
| رتبه‌بندی نشده | بئاتریز زانراتو جوآو                         | برزیل                                | پاناما                    | 3–0   | جام جهانی فوتبال زنان ۲۰۲۳          | N/A    |

### ۲۰۲۴
از این سال، فیفا جایزه ای تحت عنوان مارتا برای فوتبال زنان تأسیس کرد و جایزه پوشکاش منحصراً مختص به فوتبال مردان گردید.
| رتبه   | بازیکن            | تیم                          | حریف                              | نتیجه | رقابت                                  | امتیاز |
| ------ | ----------------- | ---------------------------- | --------------------------------- | ----- | -------------------------------------- | ------ |
| اول    | الخاندرو گارناچو  | منچستر یونایتد               | اورتون                            | 1–0   | لیگ برتر فوتبال انگلستان ۲۴–۲۰۲۳       | 26     |
| دوم    | یاسین بنزیا       | الجزایر                      | آفریقای جنوبی                     | 3–3   | 2024 FIFA Series                       | 22     |
| سوم    | Denis Omedi       | Kitara                       | KCCA                              | 3–3   | 2024 Super ۸                           | 16     |
| چهارم  | محمد قدوس         | باشگاه فوتبال وستهام یونایتد | باشگاه ورزشی فرایبورگ             | 4–0   | لیگ اروپا ۲۴–۲۰۲۳                      | 13     |
| پنجم   | والتر بو          | باشگاه فوتبال لانوس          | باشگاه فوتبال اتلتیکو تیگره       | 3–2   | 2024 Argentine Primera División        | 13     |
| ششم    | فدریکو دی مارکو   | باشگاه فوتبال اینتر میلان    | باشگاه فوتبال فروزینونه           | 1–0   | سری آ ۲۴–۲۰۲۳                          | 12     |
| هفتم   | جدن فیلوژن-بیدایس | باشگاه فوتبال هال سیتی       | باشگاه فوتبال روترهام یونایتد     | 1–1   | 2023–24 EFL Championship               | 12     |
| هشتم   | تری آنتونز        | باشگاه فوتبال ملبورن سیتی    | باشگاه فوتبال وسترن سیدنی واندررز | 7–0   | 2023–24 A-League                       | 8      |
| نهم    | Michaell Chirinos | هندوراس                      | کاستاریکا                         | 1–0   | 2024 Copa América qualifying play-offs | 7      |
| دهم    | حسن الهیدوس       | قطر                          | چین                               | 1–0   | جام ملت‌های آسیا ۲۰۲۳                   | 7      |
| یازدهم | پائول اوناچو      | باشگاه فوتبال ترابزون‌اسپور   | باشگاه فوتبال قونیه‌اسپور          | 2–1   | 2023–24 Süper Lig                      | 4      |

## بیشترین نامزدی
| بازیکنان           | تعداد نامزدی | تعداد برد |
| ------------------ | ------------ | --------- |
| لیونل مسی          | ۷            | ۰         |
| نیمار              | ۵            | ۱         |
| زلاتان ابراهیموویچ | ۴            | ۱         |

## بیشترین حضور در بین سه نفر برتر
| بازیکنان          | اول | دوم | سوم | مجموع |
| ----------------- | --- | --- | --- | ----- |
| لیونل مسی         | _   | ۳   | _   | ۳     |
| نیمار             | ۱   | _   | ۲   | ۳     |
| کریستیانو رونالدو | ۱   | ۱   | _   | ۲     |

## رکوردها
- تا کنون هیچ بازیکنی موفق به دریافت جایزه پوشکاش بیش از یکبار نشده است.
- از زمان تأسیس این جایزه تا سال ۲۰۲۴، که این جایزه بین بازیکنان زن و مرد مشترک بود، هیچ فوتبالیست زنی موفق به دریافت جایزه پوشکاش نشد.
- کریستیانو رونالدو برنده اولین جایزه پوشکاش در اولین دوره برگزارب آن در سال ۲۰۰۹ است.
- لیونل مسی با هفت بار رکورد دار بیشترین نامزدی برای دریافت جایزه، تا کنون موفق به دریافت پوشکاش نشده است
- میروسلاو ستاچ با کسب ۷۸٪ آرا بیشترین رای را برای کسب مقام اول دارد.
- مهدی طارمی اولین بازیکن ایرانی نامزد دریافت جایزه پوشکاش به عنوان یکی از نامزدهای زیباترین گل سال‌های ۲۰۲۱ عنوان دوم را کسب کرد.